# Delphin de Bordeaux
Saint Delphin est l'un des premiers évêques (épiscopes) de Bordeaux, au IVe siècle. Il est fêté par l'Église catholique le 24 décembre.

## Hagiographie
Delphin est le premier évêque de Bordeaux dont on soit certain (sans doute de 380 à 404). Il étend la christianisation du diocèse de Bordeaux et affirme fortement la doctrine issue de Nicée. Il préside le concile de Burdigala (Bordeaux) de 384 ; il baptise saint Paulin, qui devient plus tard, évêque de Nole. Sa réputation dépassa largement les limites de son diocèse. Il est l'ami de saint Phébade d'Agen, qui défendit la foi  chrétienne durant la crise arienne ; et il correspond régulièrement avec saint Ambroise de Milan. Saint Amand lui succède en tant qu'évêque de Bordeaux,.